# Корецький замок
Ко́рецький за́мок — фортеця в місті Корець Рівненської області. Визначна пам'ятка архітектури України. Донині залишилися невеликі фрагменти фортифікаційних споруд XV—XVIII ст.

## Історія замку

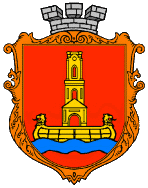
Герб Корця

У 1386 році князь Федір Острозький розпочав будівництво фортеці та її укріплень над річкою Корчик. За іншою версією, яку пропагують деякі історики, першим будівничим замку був Дмитро Ольгердович. Проте це твердження є помилковим, адже у більшості історичних джерел зазначається, що засновником фортеці був князь Острозький, згаданий вище. З трьох сторін замок був оточений глибоким ровом, який надійно захищав фортецю від нападу. Із заходу вона була надійно прикрита річкою. До замку Острозьких можна було дістатися лише через міст, який з'єднував його з навколишнім світом. А в XVI ст. новим власником замку, князем Богданом (Богушем) Корецьким, до фортеці були добудовані нові укріплення.
Пізніше, протягом XVII—XVIII століть, Корецький замок був перебудований на зразок палацу. Востаннє, 1780 року, його перебудував князь Юзеф Клеменс Чарторийський. 1832 року палац-замок згорів і відтоді в ньому не проводилося жодної суттєвої реконструкції. Щоправда, в 1920-х роках власник руїн Корецької фортеці Бнінський намагався провести ремонт, але через деякий час роботи були припинені.
Цікаво, що на сучасному гербі міста Корець (див. мал. зліва) зображено надбрамну вежу замку Корецьких.

## Сучасний стан
З колишнього замкового комплексу залишилися лише руїни. Надбрамна вежа перебуває у занедбаному стані і являє собою триярусну, прямокутну в плані споруду. До неї примикають залишки двоповерхових будівель. Через замковий рів до фортеці веде віадук, який в 2005 році було відремонтовано.

## Галерея

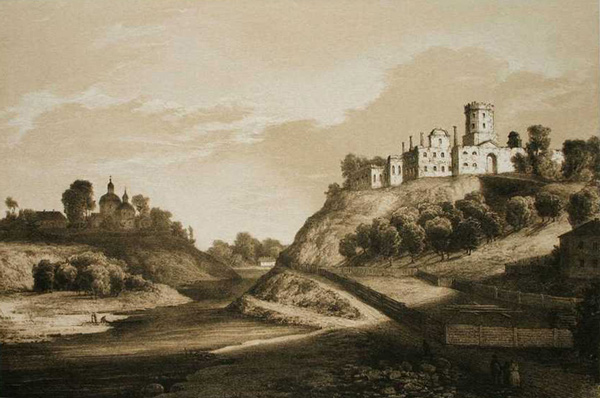
Наполеон Орда. Корецький замок
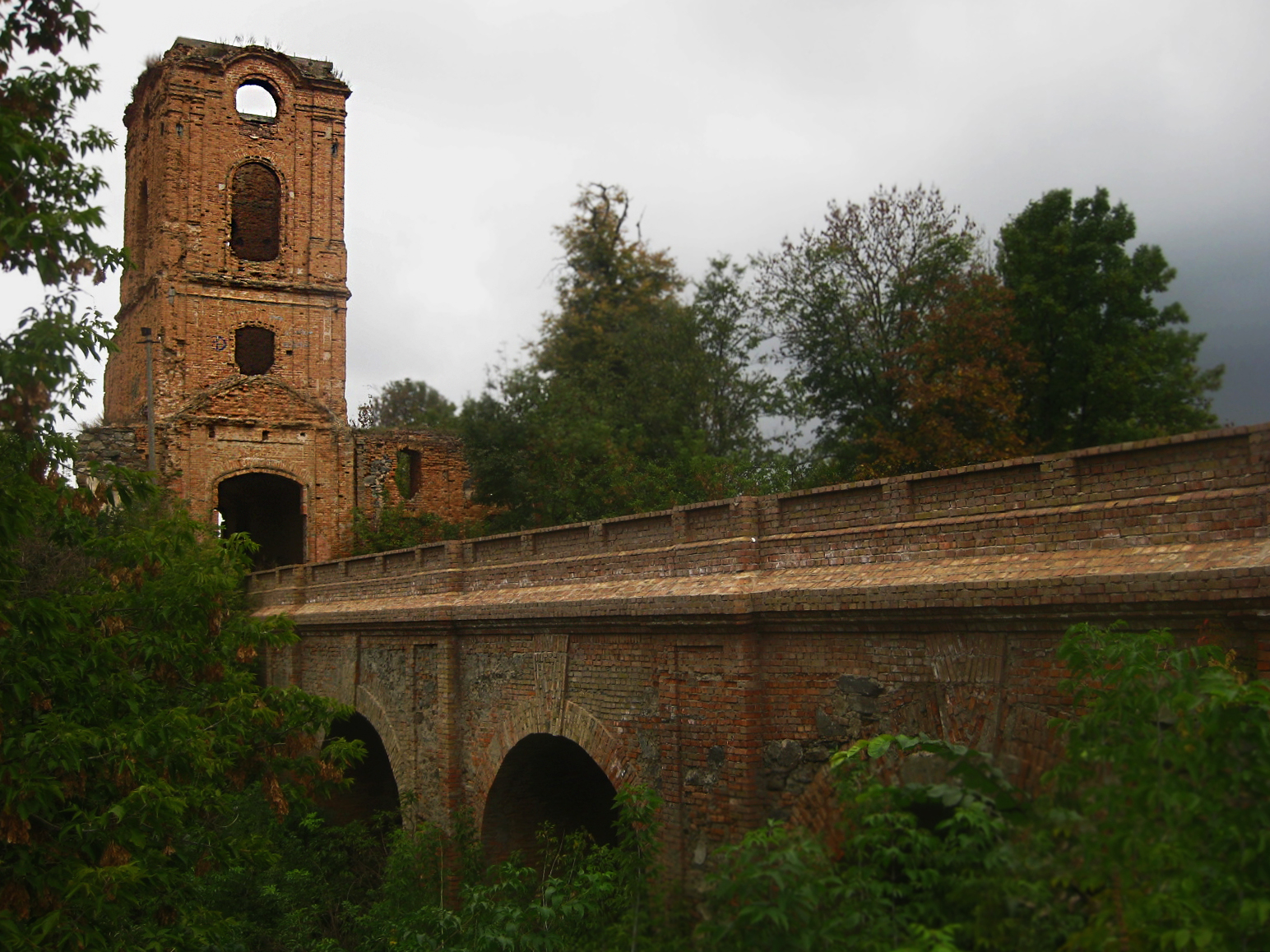
Міст через замковий рів
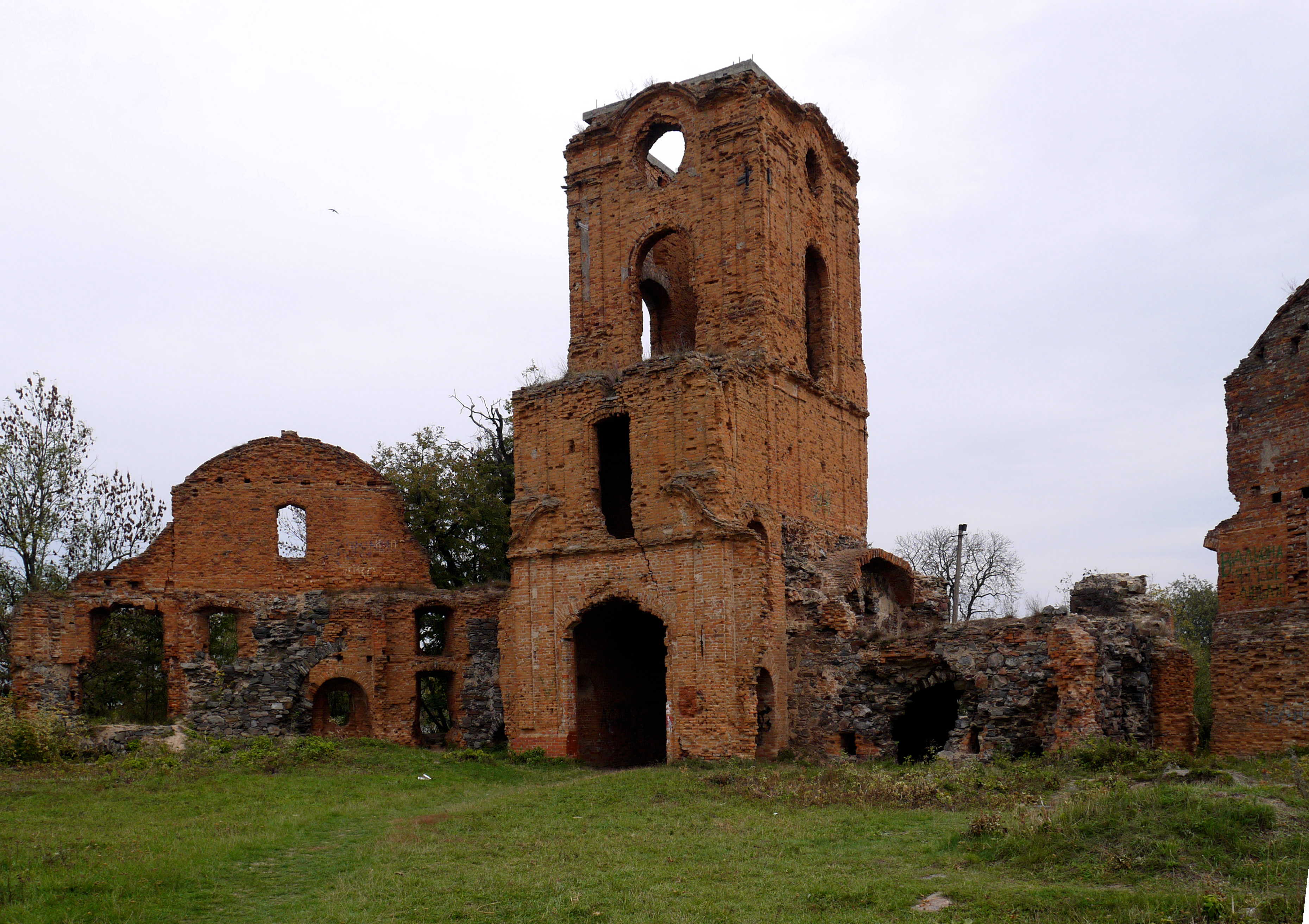
Надбрамна вежа колишньої фортеці
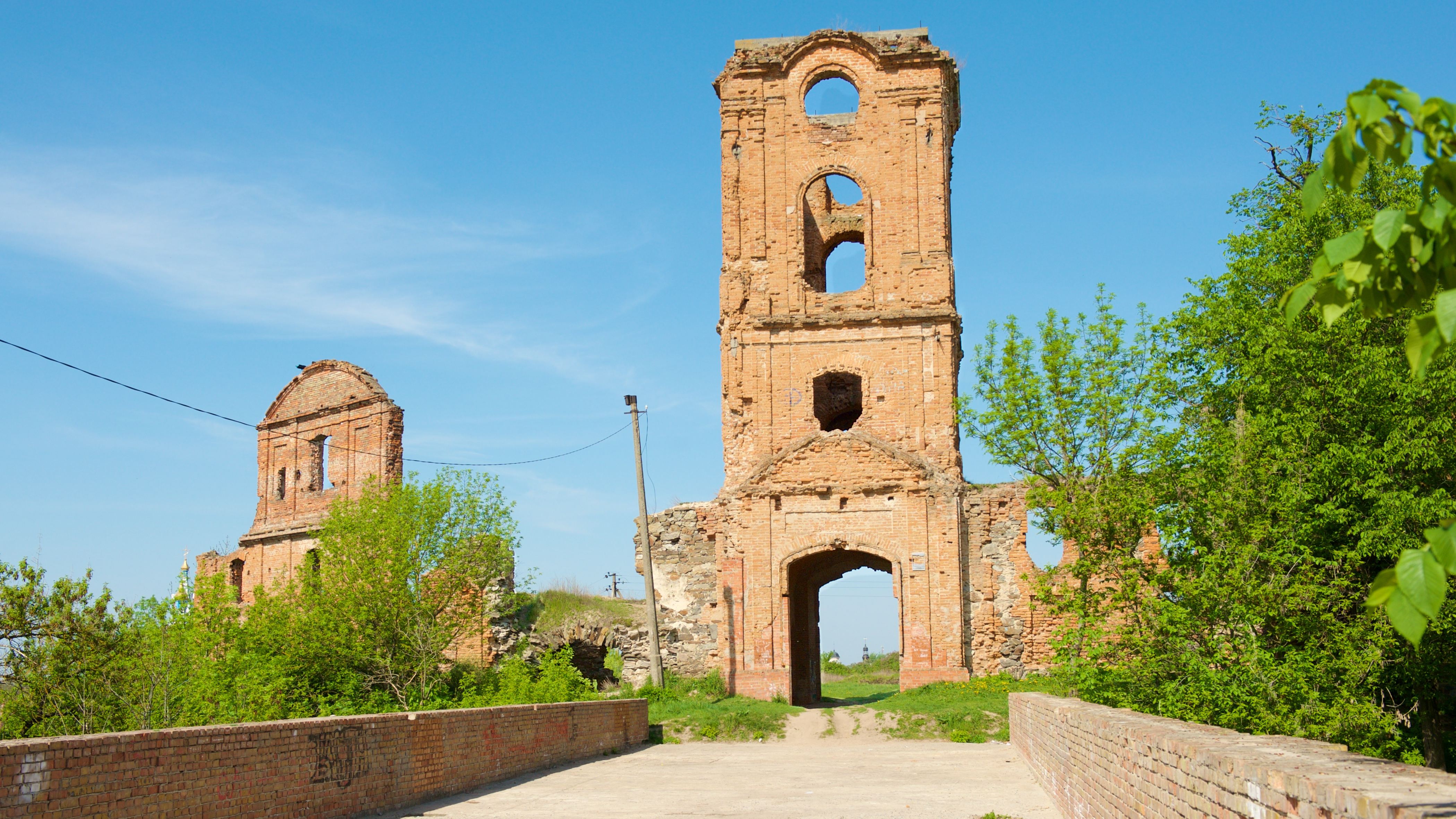
Стан замку на 2017 р.